# Pont du Couronné
Le pont du Couronné ou pont-écluse Nord est un pont français du département de la Moselle, situé sur un bras artificiel de la rivière du même nom. Il fait partie du territoire communal de Thionville.
Contrairement à son homologue situé plus bas, il n'est (en 2016) ni inscrit ni classé aux monuments historiques, tout en étant en mauvais état.

## Histoire
Conçu par Louis de Cormontaigne, le pont est construit entre 1746 et 1752,.